# Toxicité
 (juillet 2023).
Si vous disposez d'ouvrages ou d'articles de référence ou si vous connaissez des sites web de qualité traitant du thème abordé ici, merci de compléter l'article en donnant les références utiles à sa vérifiabilité et en les liant à la section « Notes et références ».
« Toxique » redirige ici. Ne doit pas être confondu avec une toxine.

La « tête de mort » est le symbole du système général harmonisé de classification et d'étiquetage des produits chimiques indiquant une substance chimique toxique.

La toxicité est la mesure de la capacité d’une substance chimique, radionucléide, molécule organique, etc. à provoquer des effets néfastes et mauvais pour la santé ou la survie chez toute forme de vie (animale telle qu’un être humain, végétale, fongique, bactérienne), qu'il s'agisse de la vitalité de l'entité ou d'une de ses parties (ex. : foie, rein, poumon, cœur, chez l'animal).
Le mot est emprunté au latin toxicum, lui-même issu du grec ancien : τοξικόν, « poison dont on imprégnait une flèche » (en grec ancien, τόξον).

## Vocabulaire
In extenso, le mot peut être employé pour décrire les effets toxiques sur un groupe de personnes, comme une famille ou une population dans son ensemble.
Dans le vocabulaire officiel européen concernant le domaine marin « substances nocives » signifie « toute substance dangereuse ou nuisible qui puisse être sujette à caution en cas de déversement dans le milieu marin ».

## Étude et mesure
La science qui étudie les substances toxiques est appelée toxicologie quand elle concerne l'Homme et écotoxicologie quand elle concerne les espèces et écosystèmes.
Le toxicologue et l'écotoxicologue s'intéressent aux effets directs et indirects, immédiats et différés, à fortes et faibles doses, en exposition chronique ou aiguë d’une substance ou d'un mélange (effet « cocktail ») sur les conditions externes et leurs effets délétères sur les communautés et organismes vivants, sur les organes, tissus, cellules ou organites et sur les gènes et la reproduction.
Un concept central est que la toxicité dépend de la dose, mais des phénomènes synergiques et de potentialisation interviennent aussi.
Une autre notion importante est celle de seuil, qui peut varier selon l'espèce, l'individu, l'âge et sa condition de santé. Si l’eau est toxique pour l’homme à très forte dose, a contrario, il existe un seuil pour des substances toxiques telles que le venin de serpent pour lequel il n’y a aucun effet toxique discernable.

## Exemples de produits toxiques
- Certains métaux et métalloïdes sont des toxiques connus (ex. : mercure, plomb, cadmium, béryllium, arsenic, uranium) mais il existe de nombreuses molécules organiques ou complexes organométalliques toxiques. Les radionucléides ajoutent l'effet de la radioactivité.

Généralement on distingue trois types d’entités toxiques :
- chimique ;
- biologique ;
- physique.

L’expression de la toxicité auprès d’un organisme est de trois types :
- aiguë ;
- sub-aiguë ;
- à long terme.